# Mandaikadu
Mandaikadu es una ciudad y nagar Panchayat situada en el distrito de Kanyakumari en el estado de Tamil Nadu (India). Su población es de 13317 habitantes (2011).

## Demografía
Según el censo de 2011 la población de Mandaikadu era de 13317 habitantes, de los cuales 6611 eran hombres y 6706 eran mujeres. Mandaikadu tiene una tasa media de alfabetización del 90,03%, superior a la media estatal del 80,09%: la alfabetización masculina es del 91,33%, y la alfabetización femenina del 88,76%.